# مایکل لانگه
مایکل لانگه (انگلیسی: Michael Lange؛ زادهٔ ۱ مارس ۱۹۵۰) یک تهیه‌کننده موسیقی اهل ایالات متحده آمریکا است. 